# 1980 في المكسيك
فيما يلي قوائم الأحداث التي وقعت خلال عام 1980 في المكسيك.

## برامج ومسلسلات وأنمي
- الأغنياء أيضا يبكون

## مواليد

### يناير
- 6 يناير – إيفان فالي ملاكم مكسيكي.
- 24 يناير – ريكاردو كورتيز ملاكم مكسيكي.

### فبراير
- 15 فبراير – عمر سالادو ملاكم مكسيكي.

### مارس
- 4 مارس – عمر برافو لاعب كرة قدم مكسيكي.
- 10 مارس – سارا ملدونادو ممثلة مكسيكية.
- 26 مارس – روبرتو غارسيا ملاكم مكسيكي.
- 30 مارس – ريكاردو أوسوريو لاعب كرة قدم مكسيكي.

### أبريل
- 2 أبريل – كارلوس سالسيدو لاعب كرة قدم مكسيكي.
- 11 أبريل – جاكي نافا ملاكمة مكسيكية.
- 24 أبريل – فرناندو أرسي لاعب كرة قدم مكسيكي.

### مايو
- 11 مايو – هومبيرتو سوتو ملاكم مكسيكي.
- 19 مايو – جوليو سيزار ميراندا ملاكم مكسيكي.

### يونيو
- 12 يونيو – توماس روخاس ملاكم مكسيكي.
- 16 يونيو – ماركو أنطونيو روبيو ملاكم مكسيكي.

### يوليو
- 3 يوليو – إدغار غونزاليس لاعب كرة قدم مكسيكي.
- 3 يوليو – ساول رومان ملاكم مكسيكي.
- 27 يوليو – دانيال بونس دي ليون ملاكم مكسيكي.

### أغسطس
- 11 أغسطس – خوسيه أنتونيو كاسترو لاعب كرة قدم مكسيكي.
- 29 أغسطس – خوسيه سانتا كروز ملاكم مكسيكي.

### سبتمبر
- 14 سبتمبر – ماريو غارسيا لاعب كرة قدم مكسيكي.

### أكتوبر
- 28 أكتوبر – ألفونسو غوميز ملاكم مكسيكي.

### نوفمبر
- 8 نوفمبر – لويس فابيانو لاعب كرة قدم برازيلي.
- 16 نوفمبر – أورلاندو ساليدو ملاكم مكسيكي.

### ديسمبر
- 18 ديسمبر – كريستينا أغيليرا
- 20 ديسمبر – إسرائيل كاسترو لاعب كرة قدم مكسيكي.
- 23 ديسمبر – جاكلين براكامونتاس

## وفيات

### يناير
- 17 يناير – أغوستين يانيز (مواليد 1904)